# Lei Clijsters
Leo Albert Jozef „Lei“ Clijsters (* 6. November 1956 in Opitter; † 4. Januar 2009 in Gruitrode) war ein belgischer Fußballspieler und späterer -trainer.

## Karriere
Clijsters spielte als Innenverteidiger in der ersten belgischen Liga bei Thor Waterschei und KV Mechelen. Er nahm mit Belgiens Nationalmannschaft an der Europameisterschaft 1984 in Frankreich, der Weltmeisterschaft 1986 in Mexiko, bei der er mit dem vierten Platz seinen größten Erfolg feiern konnte, und der Weltmeisterschaft 1990 in Italien teil. Insgesamt bestritt er 40 Länderspiele, in denen er 3 Tore erzielte.
Er war der Vater der belgischen Tennisspielerinnen Kim Clijsters und Elke Clijsters.
Clijsters starb am 4. Januar 2009 an Lungenkrebs.